# Goodale-Gletscher
Der Goodale-Gletscher ist ein Gletscher an der Dufek-Küste der antarktischen Ross Dependency. Er fließt vom Mount Goodale und Mount Armstrong im Königin-Maud-Gebirge in nördlicher Richtung entlang der Westflanke der Medina Peaks und mündet in das Ross-Schelfeis. 
Entdeckt und kartiert wurde er von Teilnehmern der ersten Antarktisexpedition (1928–1930) des US-amerikanischen Polarforschers Richard Evelyn Byrd. Byrd benannte den Gletscher in Verbindung mit Mount Goodale nach Edward Evans Goodale (1903–1989), einem Teilnehmer an Byrds Forschungsreise.